# Bailleulmont
Bailleulmont és un municipi francès situat al departament del Pas de Calais i a la regió dels Alts de França. L'any 2007 tenia 242 habitants.

## Demografia

### Població
El 2007 la població de fet de Bailleulmont era de 242 persones. Hi havia 88 famílies de les quals 20 eren unipersonals (12 homes vivint sols i 8 dones vivint soles), 28 parelles sense fills, 36 parelles amb fills i 4 famílies monoparentals amb fills.
La població ha evolucionat segons el següent gràfic:
Habitants censats

### Habitatges
El 2007 hi havia 102 habitatges, 93 eren l'habitatge principal de la família, 3 eren segones residències i 6 estaven desocupats. Tots els 102 habitatges eren cases. Dels 93 habitatges principals, 87 estaven ocupats pels seus propietaris i 6 estaven llogats i ocupats pels llogaters; 1 tenia dues cambres, 11 en tenien tres, 19 en tenien quatre i 63 en tenien cinc o més. 70 habitatges disposaven pel capbaix d'una plaça de pàrquing. A 37 habitatges hi havia un automòbil i a 45 n'hi havia dos o més.

### Piràmide de població
La piràmide de població per edats i sexe el 2009 era:
| Homes | Edats   | Dones |
| ----- | ------- | ----- |
| 0     | 95 o +  | 0     |
| 0     | 90 a 94 | 0     |
| 0     | 85 a 89 | 8     |
| 0     | 80 a 84 | 0     |
| 4     | 75 a 79 | 8     |
| 4     | 70 a 74 | 4     |
| 12    | 65 a 69 | 4     |
| 4     | 60 a 64 | 4     |
| 4     | 55 a 59 | 4     |
| 20    | 50 a 54 | 12    |
| 4     | 45 a 49 | 12    |
| 0     | 40 a 44 | 0     |
| 12    | 35 a 39 | 4     |
| 8     | 30 a 34 | 4     |
| 12    | 25 a 29 | 12    |
| 8     | 20 a 24 | 12    |
| 8     | 15 a 19 | 8     |
| 0     | 10 a 14 | 16    |
| 4     | 5 a 9   | 4     |
| 4     | 0 a 4   | 12    |

## Economia
El 2007 la població en edat de treballar era de 166 persones, 111 eren actives i 55 eren inactives. De les 111 persones actives 102 estaven ocupades (56 homes i 46 dones) i 9 estaven aturades (5 homes i 4 dones). De les 55 persones inactives 15 estaven jubilades, 16 estaven estudiant i 24 estaven classificades com a «altres inactius».

### Ingressos
El 2009 a Bailleulmont hi havia 95 unitats fiscals que integraven 254,5 persones, la mediana anual d'ingressos fiscals per persona era de 16.982 €.

### Activitats econòmiques
Dels 6 establiments que hi havia el 2007, 2 eren d'empreses de construcció, 2 d'empreses de transport, 1 d'una empresa de serveis i 1 d'una empresa classificada com a «altres activitats de serveis».
Dels 2 establiments de servei als particulars que hi havia el 2009, 1 era una fusteria i 1 perruqueria.
L'any 2000 a Bailleulmont hi havia 3 explotacions agrícoles que ocupaven un total de 231 hectàrees.

## Equipaments sanitaris i escolars
El 2009 hi havia una escola elemental integrada dins d'un grup escolar amb les comunes properes formant una escola dispersa.

## Poblacions més properes
El següent diagrama mostra les poblacions més properes.